# Rudolf Bornemann (Münzmeister)
Rudolf Bornemann (auch: Rudolph Bornemann; * 20. Februarjul. / 2. März 1650greg. in Zellerfeld im Harz; † 6. August 1711 ebenda) war ein deutscher Münzmeister und Kommunalpolitiker.

## Leben
Rudolf Bornemann war ein Sohn des Rechtsanwaltes und in Zellerfeld tätigen Zehntners Martinus Bornemann, der später als Kammermeister am Hofe zu Hannover wirkte, und der Anna Elisabeth Hekenberg, Tochter des in Osterode tätigen Fürstlich Braunschweig-Lüneburgischen Eisenfaktors Heinrich Hekenberg und dessen Ehefrau Lucia Nergen. Seine Großeltern väterlicherseits waren der Osteroder Kaufmann und Ratsherr Tilo Bornemann und dessen Ehefrau Anna Pilgrim.
Nach der Taufe wurde Bornemann zunächst von seinen Eltern erzogen, die ihn dann erst in Hannover in „fundamentis pietatis & studijs humanioribus“ und anschließend in Kirchberg bei dem jungen Joachim Wilhelm von Campen unterweisen ließ. Anschließend erlernte er drei Jahre lang das Probier- und Münzwesen bei dem in Clausthal tätigen Münzmeister Henning Schlüter und unternahm dann eine Studienreise an die Berg- und Hüttenwerke und zu den Münzprägestätten in Sachsen, um anschließend wieder zu seinen Eltern nach Hannover zu gehen.
Von 1670 bis 1673 wirkte Bornemann zunächst als Münzwardein an der Clausthaler Münze, bevor er im Alter von 23 Jahren durch Herzog Johann Friedrich im Jahr 1673 zunächst zum Münzmeister von Hannover ernannt wurde, bevor er ab 1676 – und anfangs noch für ein halbes Jahr auch für die Münze Hannover – bis 1711 als Communion-Münzmeister an der Zellerfelder Münze arbeitete. Zeitweilig parallel dazu wirkte er von 1685 bis 1704 in Goslar sowie von 1686 bis 1708 kommunalpolitisch als Ratsherr und Kämmerer oder als Senator in Zellerfeld.
Bornemanns Münzmeisterzeichen war RB.
Jahre vor seinem Tod breitete sich über Rudolf Bornemann eine zunehmende Schwäche aus, die ihm am Körper und im Gesicht anzusehen war. Lange nahm er Medikamente und unterzog sich einer Kur mit saurem Brunnenwasser aus Pyrmont. Dies stabilisierte zeitweilig seinen Zustand, jedoch litt er bald unter Magenbeschwerden und verschiedenen, sich gegenseitig bedingenden und verstärkenden Krankheiten, die der Bergmedicus Wilhelm Mechov mit unterschiedlichen Methoden behandelte. Im Alter von gut 61 Lebensjahren starb Bornemann. Er wurde am 11. August 1711 in Zellerfeld bestattet.
Nach Bornemanns Tod bekleideten in den Quartalen Crucis und Lucia 1711 zwei Kommissare das Communion-Münzwesen: Der Hüttenraiter Georg Julius Töpfer und der Münzwardein Johann Albrecht Brauns versahen die unter ihnen erfolgten Prägungen mit dem Münzzeichen C für „Commission“. Ihnen folgte am 28. November 1711 Heinrich Horst als Communion-Münzmeister.

## Familie
Im Jahr seiner Bestellung zum Münzmeister in Zellerfeld verlobte sich Bornemann auf Anraten seiner Eltern am 2. April 1676 mit der seinerzeitigen Jungfrau Catharine Elisabeth Kukucks beziehungsweise Katharina Elisabeth Kuckuck († 1687), Tochter des in Hannover tätigen Kurfürstlichen Kämmerers Franz Kuckuck und dessen erster Ehefrau Katharine, geborene Schlotheuer. Nach der Hochzeit in Hannover wurde dem Ehepaar am 26. Oktober 1684 die Tochter Margarete Johanne geboren, die den Forstschreiber Georg Christoph Knackstedt in Zellerfeld heiratete, aber bald darauf starb. Von Bornemanns fünf Töchtern starben zwei schon in früher Kindheit, die drei anderen heirateten, jedoch nur zwei davon überlebten ihren Vater.
Am 28. August 1688 heiratete Bornemann in Hannover seine zweite Ehefrau die damalige Jungfer Marie Margarethe Klauen, Tochter des Juristen und Kammer- und Amtsadvokat Heinrich Klauen. Seine zweite Gemahlin zog ihre Stiefkinder auf, gebar zudem zwei weitere Töchter, von den eine ebenfalls in frühester Kindheit verstarb und die zweite bei ihrem Vater am Totenbett stehen konnte.
Insgesamt war Bornemann Vater von 7 Kindern und Großvater von 6 Enkeln.

## Korrespondenzen in der Leibniz-Edition
Von Bornemann haben sich handschriftliche Briefe erhalten. Demnach schrieb er
- am 23. November 1692 an Otto Arthur von Ditfurdt[3]
- am 27. November 1673 gemeinsam mit Jobst Jacob Jenisch „an Kammer zu Hannover, Braunschweig-Lüneburg“[3]

## Bekannte Werke (Auswahl)
- 1680: geprägte Medaille mit dem Bildnis von Ernst August (1629–1698), dem späteren Kurfürsten von Hannover; im Besitz des Germanischen Nationalmuseums[8]